# Pasteurització
La pasteurització és el procés tèrmic amb l'objectiu de reduir la càrrega d'agents patògens, com bacteris, protozous, fongs i llevats, etc., que poden estar en un aliment. Generalment, és utilitzat en el tractament de líquids alimentaris, alterant el menys possible l'estructura física i els components químics d'aquest. Els aliments s'escalfen fins a temperatures que no passen els 100 °C durant pocs segons i després es refreda ràpidament.
El 1862, el químic francès Louis Pasteur va crear el procés que duu el seu nom, que s'usa per a destruir microorganismes nocius en productes comestibles. Després, els productes se segellen hermèticament com a mesura de seguretat. Aquesta tècnica no elimina tots els microorganismes, només permet una conservació temporal. L'avanç tècnic desenvolupat per Pasteur va millorar la qualitat de vida en permetre que productes com la llet poguessin transportar-se sense descompondre's.
Un dels objectius del tractament tèrmic és la desinfecció d'aliments líquids, alterant el menys possible l'estructura física, els components químics i les propietats organolèptiques d'aquests. Un cop realitzada l'operació de pasteurització, els productes tractats es refreden ràpidament i es segellen hermèticament amb finalitats de seguretat alimentària; per aquesta raó, és bàsic en la pasteurització el coneixement del mecanisme de la transferència de calor en els aliments. A diferència de l'esterilització, la pasteurització no destrueix les espores dels microorganismes, ni elimina totes les cèl·lules de microorganismes termòfils.
L'avanç científic de Pasteur va millorar la qualitat de vida al permetre que certs productes alimentaris bàsics, com la llet, es poguessin transportar llargues distàncies sense que la descomposició els afectés. En la pasteurització, l'objectiu primordial no és l'eliminació completa dels agents patògens sinó la disminució sensible de les seves poblacions, arribant a nivells que no causen intoxicacions alimentàries als humans (suposant que el producte pasteuritzat s'hagi refrigerat correctament i que es consumeixi abans de la data de caducitat indicada). En l'actualitat, la pasteurització és objecte de cada vegada més polèmiques en certes agrupacions de consumidors al llarg del món, degut als dubtes existents sobre la destrucció de vitamines i alteració de les propietats organolèptiques (sabor i qualitat) dels productes alimentaris tractats.

## Primers processos

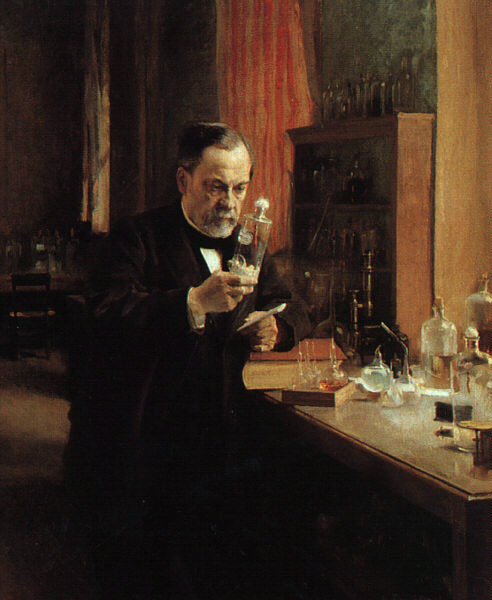
Retrat de Louis Pasteur, per Albert Edelfelt (Musée d'Orsay)

Els primers processos per esterilitzar aliments en envasos tancats, s'han atribuït històricament a l'inventor francès Nicolas Appert en les seves investigacions realitzades al segle xviii. Això no obstant, algunes investigacions demostren que amb anterioritat ja s'havia intentat esterilitzar aliments en recipients segellats. Cap a finals de segle xix, químics alemanys van traslladar aquest procediment a la llet crua, i ja llavors (abans de Pasteur) es va començar a «sospitar» que els tractaments tèrmics resultaven eficaços per destruir els bacteris presents a la llet. D'aquesta manera, es va donar origen no només a un important mètode de conservació, sinó també a una mesura d'higiene fonamental per protegir la salut de les persones i conservar la qualitat dels aliments. Aquests treballs van establir les bases del que Pasteur posteriorment descobriria i explicaria científicament.
Alguns dels contemporanis de Pasteur, inclòs l'eminent químic alemany Justus von Liebig, insistien que la fermentació era un procés purament químic i que no requeria en absolut la intervenció de cap organisme viu. L'any 1864, a instàncies de l'emperador Napoleó III, Pasteur va investigar la causa per la qual el vi i la cervesa es canvia a sabor àcid amb el pas del temps, causant grans pèrdues econòmiques a les empreses franceses a causa del perible d'aquestes mercaderies. Pasteur va tornar al poble de la seva infància, Arbois, amb l'objectiu de resoldre el problema definitivament. Allí va estudiar el problema que afectava les vinyes. Amb ajuda d'un microscopi, va descobrir que, en realitat, intervenien dos tipus d'organismes —un llevat i un bacteri de la família acetobàcter que eren la clau del procés de fermentació. Un produïa alcohol i l'altre àcid acètic, que agriava el vi produint el vinagre.
Pasteur va utilitzar un nou mètode per eliminar els microorganismes que poguessin degradar el vi o la cervesa: després d'emmagatzemar el líquid en botes ben segellades s'elevava la seva temperatura fins als 44 °C durant un breu període. Va comprovar experimentalment que les poblacions de bacteris del gènere 'Acetobàcter' es reduïen en extrem fins quedar «gairebé esterilitzat» l'aliment. Tot i l'horror inicial de la indústria davant la idea d'escalfar el vi, un experiment controlat amb lots de vi escalfat i sense escalfar va demostrar de forma contundent l'efectivitat del procediment. Amb posterioritat, Charles North va aplicar amb èxit el mateix mètode de Pasteur a la llet l'any 1907. Pasteur va fer el primer pas en què seria aquest nou mètode, anomenat posteriorment «pasteurització» en honor seu, i ho va anar aplicant a altres aliments líquids. Aquest procés s'aplica avui dia com a norma d'higiene en molts processos bàsics de la indústria alimentària i proporciona una garantia de la seguretat de molts productes alimentaris de manera eficaç a tot el món.
La història de l'esterilització dels aliments va ser revisada per Harold Burton (1988). Els esterilitzadors van ser patentats i construïts per escalfar llet a temperatures que van des dels 54,4 °C fins als 60 °C abans del segle xix, curiosament abans que els seus beneficis fossin entesos completament. La llet esterilitzada es va desenvolupar industrialment l'any 1921, i el procés d'injecció de vapor va ser desenvolupat el 1927 per G. Grindrod als Estats Units. No obstant això, les iniciatives més rellevants que van donar lloc a la comercialització del mètode UHT es van començar a desenvolupar a fins del decenni de 1940, a causa de la tècnica desenvolupada en els esterilitzadors de tubs concèntrics i de vapor d'uperització en els sistemes de producció de llet. S'ha d'entendre que els esforços d'aquella època eren molt grans a la indústria alimentària per aconseguir envasar asèpticament la llet, fins que finalment es va aconseguir amb èxit l'any 1961.

## Història
Els intents d'esterilitzar el menjar en contenidors segellats es va atribuir històricament a l'inventor francès Nicolas Appert en els seus treballs d'investigació realitzats en el segle xviii. No obstant això, algunes investigacions demostren que amb anterioritat ja s'havia intentat esterilitzar recipients segellats d'aliments. Cap a fins de segle xix, els químics alemanys van traslladar aquest procediment a la llet crua, i ja en aquells dies (abans de Pasteur) van començar a sospitar que els tractaments tèrmics resultaven eficaços per a destruir els bacteris presents en ella. D'aquesta manera, van donar origen no només a un important mètode de conservació, sinó també a una mesura higiènica fonamental per a cuidar la salut dels consumidors i conservar la qualitat dels aliments. Aquests treballs van assentar les bases del que Pasteur posteriorment descobriria i explicaria científicament. Alguns dels contemporanis de Pasteur, inclòs l'eminent químic alemany Justus von Liebig, insistien que la fermentació era un procés purament químic i que no requeria en absolut la intervenció de cap organisme viu (és a dir, suposaven que era un procés purament inorgànic). Els experiments de Pasteur amb Matrassos de coll de cigne van ajudar a esclarir l'origen microbià i no pas atmosfèric de les contaminacions de brous.
L'any 1864, a instàncies de l'emperador Napoleó III, Pasteur va investigar la causa per la qual el vi i la cervesa es tornaven agres amb el pas del temps, causant grans pèrdues econòmiques a les empreses franceses a causa de la malmesa d'aquestes mercaderies. Pasteur va tornar al poble de la seva infància, Arbois, amb l'objectiu de resoldre el problema definitivament; allí va estudiar el problema que afectava a la vinya. Amb ajuda d'un microscopi, va descobrir que, en realitat, intervenien dos tipus d'organismes, dues varietats de llevats de la família acetobacter que eren la clau del procés de fermentació. Un produïa alcohol i l'altre, àcid làctic que tornava agre el vi produint el vinagre. Amb posterioritat, Charles North va aplicar amb èxit el mateix mètode de Pasteur a la llet l'any 1907. Pasteur va utilitzar un nou mètode per a eliminar els microorganismes que poguessin degradar el vi o la cervesa, després d'emmagatzemar el líquid en cubes ben segellades i elevant la seva temperatura fins als 44 °C durant un breu període. Va comprovar experimentalment que les poblacions d'Acetobacter es reduïen en extrem fins a quedar gairebé esterilitzat l'aliment. A pesar de l'horror inicial de la indústria davant la idea d'escalfar el vi, un experiment controlat amb lots de vi escalfat i sense escalfar va demostrar de forma contundent l'efectivitat del procediment. Pasteur va donar el primer pas en el qual seria aquest nou mètode denominat posteriorment "pasteurització" en honor seu, i el va anar aplicant a altres aliments líquids com la llet.
El procés s'aplica avui dia com una norma higiènica en els processos bàsics de la indústria alimentària i actualment garanteix la seguretat de molts productes alimentaris del món. La història de l'esterilització dels aliments va ser revisada per Harold Burton (1988). Els esterilitzadors van ser patentats i construïts per a escalfar llet a temperatures que van des dels 130 °C fins als 140 °C abans del segle xix, curiosament abans que els seus beneficis fossin entesos. La llet esterilitzada es va desenvolupar industrialment l'any 1921, i el procés d'injecció de vapor va ser desenvolupat en 1927 per G. Grindrod als Estats Units. No obstant això, les iniciatives més rellevants que van donar lloc a la comercialització del mètode UHT es van començar a desenvolupar a finals del decenni de 1940, a causa de la tècnica desenvolupada en els esterilitzadors de tubs concèntrics i de vapor d'uperització per als sistemes de producció de llet. Ha d'entendre's que els esforços d'aquella època van ser molt grans en la indústria per a assolir empaquetar asèpticament la llet, fins que finalment es va assolir amb èxit l'any 1961.

## Diferència entre llet pasteuritzada i llet UHT
Ambdues tècniques són tractaments d'esterilització que serveixen per augmentar la vida útil de la llet aplicant altes temperatures durant un període. La diferencia és que en la pasteurització s'aplica una temperatura d'aproximadament 62 °C durant un període d'uns 5 segons, en canvi, en la UHT s'aplica una temperatura d'uns 135 °C durant uns 2-5 segons.

## Investigacions recents
Es va descobrir que certes poblacions de l'espècie Mycobacterium avium (pertanyents a la subespècie M. avium paratuberculosis), causant de la malaltia de Johne en els animals de sacrifici —i se sospita que també de la malaltia de Crohn en els humans—, han sobreviscut a pasteuritzacions de certs aliments lactis als Estats Units, el Regne Unit, Grècia i la República Txeca. En vista de la supervivència de certes espècies a més de l'anterior, les autoritats del Regne Unit encarregades de vigilar la qualitat dels aliments van decidir reavaluar els estàndards de pasteurització.
Un mètode actual és la pasteurització flaix o instantània, que utilitza menors temps d'exposició a altes temperatures i sembla ser un mètode adequat per conservar les propietats organolèptiques dels aliments, ja que preserva millor el seu sabor i textura. La pasteurització freda és una denominació usada de vegades com a sinònim de radiació ionitzant (vegeu irradiació d'aliments) o altres significats (per exemple, químics) per reduir les poblacions de bacteris en els aliments. La irradiació d'aliments també s'anomena de vegades “pasteurització electrònica”. S'ha investigat la possibilitat d'estendre la pasteurització a aliments no fluids, com ara la carn de vedella. Un avenç en la pasteurització no intrusiva que soluciona molts problemes de la indústria conservera és la denominada pasteurització electromagnètica d'aliments líquids, que empra microones a 2,45 GHz de freqüència per activar els processos tèrmics. Aquest mètode ha demostrat la seva eficiència en la pasteurització de l'aigua.
Hi ha estudis orientats al Tercer Món en què és possible realitzar el que s'anomena pasteurització solar. La idea està fonamentada en la cuina solar i en el fet que no cal portar els líquids a ebullició per aconseguir la pasteurització, podent pasteuritzar amb aquest mètode amb temperatures sobre els 56 °C. Amb aquesta mesura s'intenta prevenir la causa de malalties causades per la ingesta d'aigües contaminades. El mètode és conegut com a «pasteurització de l'aigua», on s'han desenvolupat certs elements capaços d'indicar l'estat de pasteurització de l'aigua i la possibilitat d'ingesta segura. Un dels més empleats és el water pasteurization indicator (WAPI, «Indicador de pasteurització de l'aigua»). La pasteurització solar requereix exposar l'aigua a recipients durant sis hores. El programa que es va aplicar a certes regions d'Àfrica es va anomenar SODIS (abreviació de solar disinfection).